# 小川豊昭
小川 豊昭（おがわ とよあき、1954年 - ）は、日本の医学者・精神科医・精神分析家。専門は、精神分析学・精神病理学。名古屋大学大学院医学系研究科教授。学位は、医学博士。

## 来歴
- 1954年 - 誕生
- 1978年 - 名古屋大学医学部卒業
- 1984年 - マルセイユ大学ティモーヌ病院精神科外人助手
- 1990年 - 医学博士（名古屋大学）[2]
- 1995年 - タビストック・クリニック文部省在外研究員
- 1998年 - 名古屋大学総合保健体育科学センター保健科学部助教授
- 2005年 - 名古屋大学大学院医学系研究科精神健康医学教授[1]

## 学会
- 国際精神分析学会正会員
- 日本精神分析協会訓練分析家、運営委員
- 日本精神分析学会
- 日本精神分析的精神医学会
- 日本精神病理学会
- 日本病跡学会

## 著書

### 翻訳
- ベティ・ジョセフ（著）『心的平衡と心的変化』岩崎学術出版社、2005年7月。ISBN 9784753305063。

## 関連人物
- 新宮一成